# Acalolepta inaequalis
Acalolepta inaequalis es una especie de escarabajo longicornio del género Acalolepta, tribu Monochamini, subfamilia Lamiinae. Fue descrita científicamente por Gardner en 1937.
Se distribuye por India y Birmania. Mide aproximadamente 13-16 milímetros de longitud. El período de vuelo de esta especie ocurre en los meses de abril y junio.